# 高浜村 (福岡県)
高浜村（たかはまむら）は、福岡県築上郡にあった村。現在の築上郡吉富町と大分県中津市の一部。

## 地理
- 河川：山国川[1]

## 歴史
- 1889年（明治22年）4月1日 - 町村制の施行により、上毛郡小犬丸村、小祝村が合併して村制施行し、高浜村が発足[1][2]。
- 1896年（明治29年）
  - 3月26日 - 大字小祝の一部（山国川以東）を大分県下毛郡中津町に編入[1][2]。
  - 4月1日 - 郡の統合により築上郡の所属となる[1][3]。
- 1896年（明治29年）5月1日 - 築上郡東吉富村と合併し東吉富村が存続して廃止された[1][2]。